# Медиа-Мост
Медиа-Мост — медиагруппа Владимира Гусинского, существовавшая в 1997—2001 годах.

## История
28 января 1997 года Владимир Гусинский создал медиахолдинг ЗАО «Медиа-Мост», куда были переданы все медийные активы Группы «Мост» после прекращения его существования. После этого он ушёл из Группы «Мост» и стал генеральным директором медиахолдинга «Медиа-Моста», позже был назначен председателем Совета директоров.
11 мая 2000 года сотрудники Генпрокуратуры, ФСБ и ФСНП России произвели обыски в центральных офисах холдинга Гусинского «Медиа-Мост» в Большом Палашёвском переулке и на Воронцовской улице в связи с уголовным делом, возбуждённым в отношении холдинга 26 апреля по статьям 137 (нарушение неприкосновенности частной жизни), 138 (нарушение тайны переписки) и 181 (незаконное получение и разглашение сведений, составляющих коммерческую или банковскую тайну) Уголовного кодекса РФ. 16 мая в связи с обысками был создан Общественный совет НТВ, возглавленный Михаилом Горбачёвым. Первое заседание совета состоялось 24 июня.
13 июня 2000 года был арестован Владимир Гусинский — по обвинению в «хищении чужого имущества в крупном размере группой лиц путём обмана и злоупотребления доверием, с использованием служебного положения, мошенничество». Он был доставлен в Москву и помещён в следственный изолятор «Бутырская тюрьма». В то же время в СМИ появилось словосочетание «Протокол номер 6». В нём утверждалось, что, как только он (Гусинский) отдаст компанию, его уголовное преследование прекратится. После этого Гусинский вылетает в Испанию, где и поселяется на постоянной основе.
19 сентября 2000 года Общественный совет НТВ рассмотрел ситуацию вокруг телекомпании в свете ставших известными подробностей переговоров «Газпром-Медиа» с «Медиа-Мостом». Совет считает, что этот вопрос напрямую связан с угрозой свободе слова в России.
В ноябре 2000 года Владимир Гусинский объявлен в международный розыск Генеральной прокуратурой РФ. Причиной этого стало возбуждение нового уголовного дела — бизнесмена обвинили в незаконном получении кредитов под несуществующие активы. 12 декабря 2000 года Гусинский был арестован, Генпрокуратура требует у Испании его выдачи. 22 декабря бизнесмен был освобождён из-под стражи после внесения залога в 1 миллиард песет (5 миллионов долларов), ему было запрещено покидать Испанию.
17 ноября 2000 года «Газпром» и «Медиа-Мост» подписали соглашение об урегулировании задолженности по кредиту в 211 млн долларов. Согласно этому соглашению Газпром получил в собственность 25 % акций плюс 1 акция радиостанции «Эхо Москвы», спутникового оператора «НТВ-Плюс», «НТВ-Профит», «НТВ-Мир кино» и других компаний, входящих в «Медиа-Мост».
15 декабря 2000 года Налоговая инспекция Центрального административного округа Москвы подала в Арбитражный суд иск против холдинга «Медиа-Мост» с целью обанкротить несколько крупнейших компаний холдинга: телекомпанию НТВ, телесеть ТНТ, систему спутникового телевидения «НТВ-Плюс» (каналы «Наше кино», «Мир кино», «Спорт», «Детский мир», «Футбол» и др.), НТВ-Интернет, издательский дом «Семь дней» (журналы «7 Дней», «Итоги», «Караван историй», газета «Сегодня» и др.).
10 января 2001 года заместитель председателя совета директоров холдинга «Медиа-Мост» Андрей Цимайло, который вёл переговоры с Кохом 17 ноября, был вызван на допрос в Генпрокуратуру. Но в тот день он должен был вылететь в Лондон на переговоры с потенциальными инвесторами медиахолдинга, под которыми подразумевались представители империи Теда Тёрнера, чуть раньше объявившего на пресс-конференции в Вашингтоне о «проекте крупных инвестиций в одну из российских компаний». В кабинете Цимайло и на его квартире также проводились обыски, распространялись также сведения, что при допросе он мог быть заключён под стражу. 16 января на допрос в Генпрокуратуру Цимайло не явился, прислав медицинскую справку, хотя сам он уже находился в Лондоне, где проходил лечение и жил вплоть до своей смерти в июле 2002 года.
16 января 2001 года был арестован бывший начальник финансового управления холдинга «Медиа-Мост» Антон Титов, которого обвинили в мошенничестве в крупных размерах, хищениях и отмывании денежных средств в сообщничестве с Гусинским.
17 января 2001 года суд решил перенести иск о ликвидации телекомпании ТНТ на 31 января того же года, а телекомпаний НТВ и «НТВ-Плюс» — на 2 февраля. Налоговые органы собирались ликвидировать НТВ на основании того, что на протяжении последних лет у компании были отрицательные активы (меньше установленного законом уставного капитала), но им было в этом отказано по решению суда.
С 26 января 2001 года к конфликту подключаются известные телеведущие и журналисты с НТВ. В этот день на допрос в прокуратуру была вызвана ведущая вечерних выпусков программы «Сегодня» Татьяна Миткова, в связи с чем почти весь коллектив канала в качестве группы поддержки отправился её провожать. Во время проводов знавшая лично российского президента Путина Светлана Сорокина публично обратилась к нему через телекамеру и напомнила, что журналисты, работающие на телеканале, не являются акционерами «Медиа-Моста» и не обвиняются в мошенничестве правоохранительными органами.

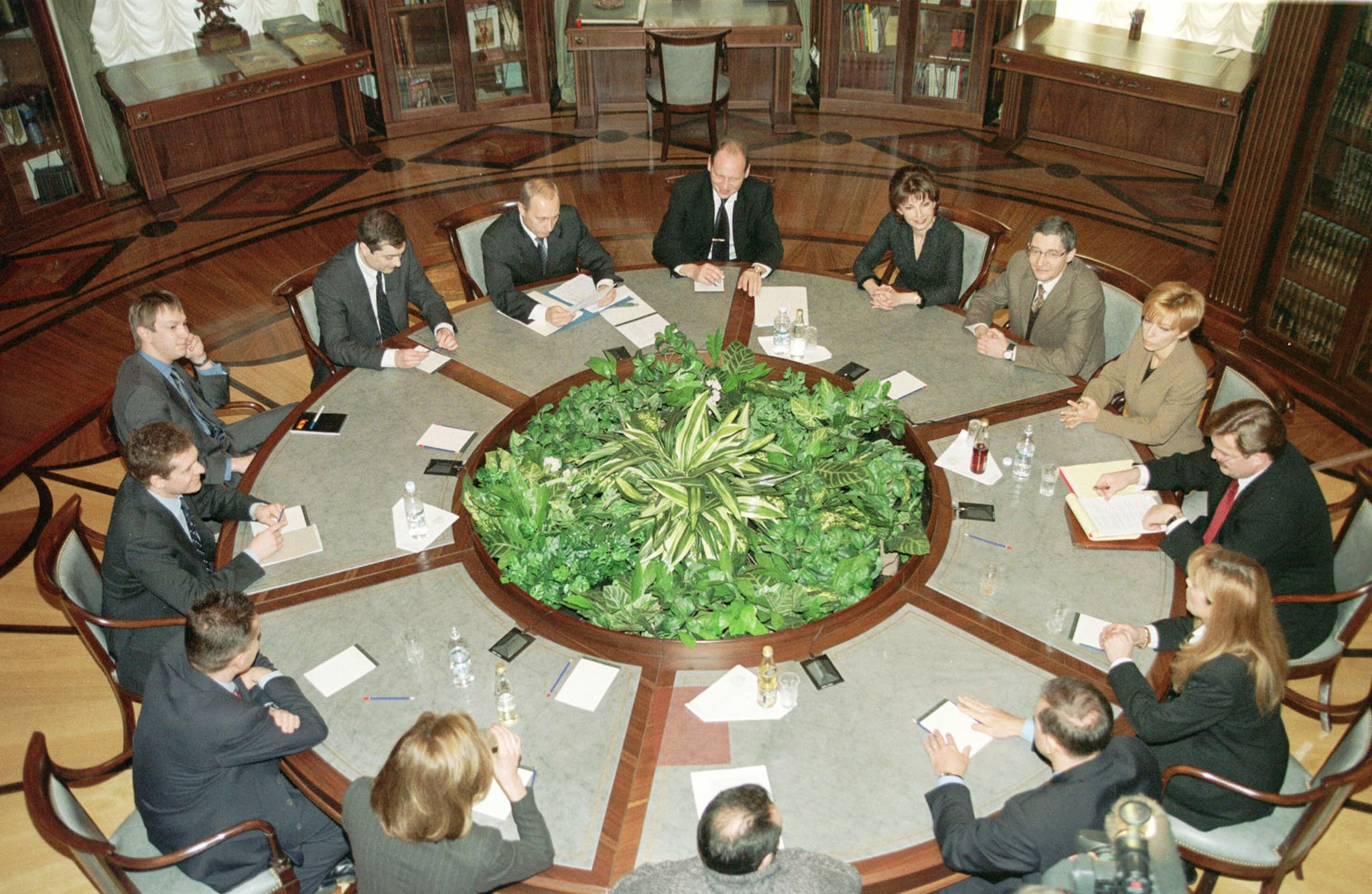
29 января 2001 года. Журналисты НТВ на встрече с Владимиром Путиным

29 января президент России Владимир Путин встретился с журналистами телекомпании НТВ в Кремле. Во встрече принимали участие генеральный директор НТВ Евгений Киселёв, главный редактор службы информации Григорий Кричевский, ведущие новостей Татьяна Миткова, Марианна Максимовская и Михаил Осокин, автор программы «Итого» Виктор Шендерович, корреспондент Алим Юсупов, ведущие программ Светлана Сорокина, Николай Николаев, Леонид Парфёнов и Ирина Зайцева. По словам одного из участников встречи Виктора Шендеровича, во время одного из разговоров тогдашнего руководства телекомпании с руководителем кремлёвской администрации были чётко обозначены три пункта капитуляции НТВ: прекращение журналистских расследований о коррупции в Кремле, изменение информационной политики по освещению второй чеченской войны и исчезновение персонажа Путина из программы «Куклы». Схожие требования по изменению информационной политики канала озвучивал и Альфред Кох.
Тем временем в марте 2001 года Гусинский был вновь арестован, так как на 15 марта были назначены судебные слушания по экстрадиции бизнесмена в Россию. 27 марта 2001 года он вновь был отпущен — на сей раз под залог в 5,5 миллионов долларов.
В этот же день в газетах «Комсомольская правда» и «Московская правда», а также в «Общей газете» было опубликовано открытое письмо видных деятелей российской науки, культуры и политики в защиту телекомпании НТВ под заголовком «Самое время начать беспокоиться».
Константин Азадовский, Юз Алешковский, Аркадий Арканов, Руслан Аушев, Лия Ахеджакова, Белла Ахмадуллина, Олег Басилашвили, Михаил Берг, Константин Бесков, Андрей Битов, Александр Бовин, Всеволод Богданов, Олег Богомолов, Зоя Богуславская, Елена Боннэр, Генрих Боровик, Михаил Боярский, Пётр Вайль, Аркадий Ваксберг, Андрей Вознесенский, Владимир Войнович, Александр Володин, Егор Гайдар, Сергей Гандлевский, Александр Гельман, Михаил Горбачёв, Яков Гордин, группа «ДДТ», Борис Грачевский, Лариса Гузеева, Людмила Гурченко, Илья Дадашидзе, Армен Джигарханян, Игорь Дмитриев, Вероника Долина, Александр Домогаров, Татьяна Друбич, Лев Дуров, Ростислав Евдокимов, Виктор Ерофеев, Вадим Жук, Ясен Засурский, Борис Зосимов, Аркадий Инин, Фазиль Искандер, Гарри Каспаров, Нина Катерли, Евгения Кацева, Тимур Кибиров, Юлий Ким, Филипп Киркоров, Юрий Кобаладзе, Иосиф Кобзон, Сергей Ковалёв, Михаил Козаков, Наум Коржавин, Владимир Корнилов, Даниил Крамер, Юлий Крелин, Анатолий Курчаткин, Ольга Кучкина, Отто Лацис, Виктор Лошак, Владимир Лукин, Юрий Любимов, Юрий Мамин, Борис Мессерер, Юнна Мориц, Людмила Нарусова, Борис Немцов, Юрий Норштейн, Дмитрий Певцов, Валерий Плотников, Владимир Познер, Анатолий Приставкин, Алла Пугачёва, Николай Расторгуев и группа «Любэ», Евгений Рейн, Ирина Роднина, Мария Розанова, Юрий Рост, Лев Рубинштейн, Юлия Рутберг, Владимир Рыжков, Эдуард Сагалаев, Нина Садур, Георгий Сатаров, Михаил Светин, Феликс Светов, Алексей Симонов, Александр Ф. Скляр, Виктор Славкин, Владимир Соловьёв, Владимир Спиваков, Борис Стругацкий, Олег Табаков, Лев Тимофеев, Валерий Тодоровский, Пётр Тодоровский, Наталья Троепольская, Михаил Ульянов, Нина Ургант, Михаил Федотов, Александр Филиппенко, Валерий Фокин, Ирина Хакамада, Александр Халифман, Дмитрий Харатьян, Марлен Хуциев, Михаил Чулаки, Инна Чурикова, Григорий Чхартишвили, Адольф Шапиро, Лилия Шевцова, Юрий Шмидт, Сергей Юрский, Сергей Юшенков, Григорий Явлинский, Игорь Яковенко, Александр Яковлев, Егор Яковлев, Евгений Ясин.
29 мая 2001 года Московский арбитражный суд принял решение о ликвидации холдинга «Медиа-Мост». В ноябре 2001 года «Газпром» стал контролирующим собственником большинства компаний «Медиа-Моста», а спустя несколько месяцев, в июле 2002 года, Гусинский продал оставшиеся пакеты всех компаний (за исключением «Эха Москвы»), которыми до этого владел в качестве миноритарного акционера.
Смена собственника «Медиа-Моста» привела к значительным изменениям в работе и устройстве всех бывших средств массовой информации Гусинского. Новым владельцем сразу же была закрыта газета «Сегодня», а из журнала «Итоги» была уволена вся команда главного редактора Сергея Пархоменко. Американский журнал Newsweek прекратил сотрудничество с новым коллективом «Итогов», целиком и полностью состоящего из сотрудников газеты «Сегодня». Ушедшие сотрудники вместе с Сергеем Пархоменко создали новое издание — «Еженедельный журнал».
Суд над бывшим финансовым управляющим «Медиа-Моста» Антоном Титовым состоялся в декабре 2002 года. По большинству пунктов обвинения он был официально оправдан, по оставшимся был осужден на три года. Титов был освобождён по амнистии в зале суда.

## Активы
В холдинг входили следующие предприятия:
- ЗАО «НТВ-Холдинг»:
  - ОАО «Телекомпания НТВ» — общероссийский телеканал, начал вещание в 1993 году[72][73].
  - ЗАО «ТНТ-Телесеть» — общероссийский телеканал, начал вещание в 1998 году[74][75].
  - ЗАО «НТВ-Плюс» — система спутникового телевидения, начала вещание в 1996 году[76][77] в форме закрытого акционерного общества. Изначально состояла из четырёх каналов собственного производства («Наше кино», «Мир кино», «Спорт»[78], «Музыка»)[79] в аналоговом варианте, впоследствии начала ретранслировать российские[80] и зарубежные телеканалы. В 1998 году перешла с аналогового вещания на цифровое. Кроме этого, телекомпания отвечала за производство спортивных телетрансляций и озвучивание зарубежных художественных фильмов, передач и телесериалов для других каналов холдинга[81][82].
  - ЗАО «Эхо Москвы» — радиостанция информационно-разговорного характера.
  - ЗАО «НТВ-International» — международная версия телеканала НТВ (отличалась от оригинальной версии канала[83]), запущена в январе 1997 года.
- Издательский дом «Семь дней»:
  - Журнал «Итоги»[84][85][86].
  - Журнал «Караван историй»[87].
  - Журнал «7 Дней»[88][89].
  - Газета «Сегодня» (закрыта в 2001 году)[90][91].
- ООО «Мемонет» — компания, образованная осенью 1999 года и предоставлявшая коммуникационные и информационные услуги пользователям Интернета, а также осуществлявшая создание и поддержку информационных интернет-ресурсов[92]. Имела два структурных подразделения:
  - «НТВ-Портал» — компания, занимавшаяся онлайновой издательской деятельностью. Поддерживала разработку сайтов как для собственных медийных активов холдинга — порталы ntv.ru (ныне newsru.com, не имеющий отношения к НТВ), ТНТ.ru, ntvplus.com, — так и для сторонних проектов[93].
  - ЗАО «НТВ-Интернет» — интернет-провайдер; первый телекоммуникационный проект холдинга, направленный на предоставление доступа в Интернет через спутник[94].
- «НТВ-Дизайн» — студия, созданная в 1996 году с подачи основного дизайнера телекомпании НТВ, художника Семёна Левина[95], впоследствии её руководителя (вплоть до апреля 2001 года), производившая компьютерную графику для телеканала НТВ, ТНТ и «НТВ-Плюс».
- «НТВ-Профит» (продюсерская фирма Игоря Толстунова) — компания по производству фильмов и сериалов, основана в 1995 году.
- «НТВ-Телемост» — компания по производству телевизионных программ и компьютерного дизайна, основана в 1998 году.
- «КиноМост» (позже — «МакДос», «ДомФильм», «Аврора», «Союзмультфильм») — компания по производству фильмов и сериалов, основана в 1997 году[96].
- ЗАО «НТВ-Кино» — компания по производству фильмов и сериалов[97], основана в 1997 году.
- «Новый русский сериал» (позже — «Форвард-фильм», «Кинопроизводственный Центр») — компания по производству фильмов и сериалов, основана в 2000 году[98][99].
  - На момент расформирования холдинга оригинальная сериальная продукция, производимая его кинокомпаниями, транслировалась на родственных каналах НТВ и ТНТ общим объёмом 13 часов в неделю[100][101][102][103], в 2001—2002 годах её трансляцию примерно в таких же объёмах (а то и в бо́льших, чем ранее)[104][105] осуществлял уже канал ТВ-6[106][107][108][109][110], куда весной-летом 2001 года перешли многие бывшие сотрудники НТВ, ТНТ и «НТВ-Плюс»[111][112][113]. После закрытия канала ТВ-6, в феврале 2002 года этот сериальный пакет на повтора телесезона перешёл обратно к НТВ, до событий мая 2003 года[38][114][115][116][117][118].
- Радио РДВ (радио «Деловая волна», позже — «Радио для взрослых») (было выкуплено у РСПП в марте 2000 года)[119] — радиостанция музыкально-развлекательного характера[120][121].
- «До-радио» — музыкальная радиостанция. В эфире звучала музыка без слов[122].
- Радио «Спорт-FM» — спортивная радиостанция. Выиграла конкурс на замещение частоты 90,8 FM 26 января 2000 года[123] и вещала с 24 февраля 2000[124] до 24 февраля 2005 года[125].
- «Мост-Видео» — дистрибьютор лицензионной видеопродукции, созданный в феврале 2000 года[126] и являлся владельцем торговой марки компании «Варус-Видео», имевшей права на выпуск в России продукции Warner Home Video (лицензия по договору истекла в сентябре 2002 года) и заключившей договор подряда с медиагруппой[127]. Помимо зарубежных фильмов тиражировала и отечественные, выпущенные киноподразделениями «Медиа-Моста»[126][128]. В 2000—2004 годах дистрибьютор выпускал фильмы на DVD[129]. В результате конфликта Гусинского с властями «Мост-Видео» отделился от своего владельца и самостоятельно занимался дистрибуцией. В августе 2005 года компания была ликвидирована.

В апреле 2001 года, в результате конфликта Гусинского с властями, у этой частной компании сменился собственник: им стал «Газпром-Медиа», ему перешли все медийные активы Гусинского, за исключением имевших зарубежное юридическое лицо международного телеканала «НТВ-Интернешнл» (впоследствии — RTVI) и сайта ntv.ru (позднее — NTVru.com, ныне — NEWSru.com). Холдинг был ликвидирован решением Московского апелляционного арбитражного суда в мае 2001 года.
В мае 2003 года компания «Гамма-Фильм» выкупила и перепродала пакет сериалов, произведённых в своё время «Медиа-Мостом» и транслировавшихся на НТВ и ТНТ (среди них: «Агент национальной безопасности», «Бандитский Петербург», «Гражданин начальник», «День рождения Буржуя», «Улицы разбитых фонарей»). После этого новыми владельцами данных сериалов стали другие российские телеканалы, среди которых «Первый канал», «Россия», СТС.

## Похожие медиагруппы
Существовала и крупнейшая неформальная «медиагруппа Березовского», в которую входили лейбл звукозаписи REAL Records, газеты «Коммерсантъ», «Московская комсомолка», «Независимая газета», «Новые известия», «Свежий номер», журналы «Автопилот», «Власть», «Деньги», «Домовой», «Огонёк», радиостанция «Наше радио», телекомпании ОРТ и МНВК (эфирное название «ТВ-6»), а также дистрибьютор лицензионной видеопродукции – компания «ОРТ-Видео». С 1999 по 2000 год СМИ этой медиагруппы вели информационную войну против медиахолдинга Гусинского, косвенно приведшую к противостоянию бизнесмена с властями.